# Lorenzo Gignous

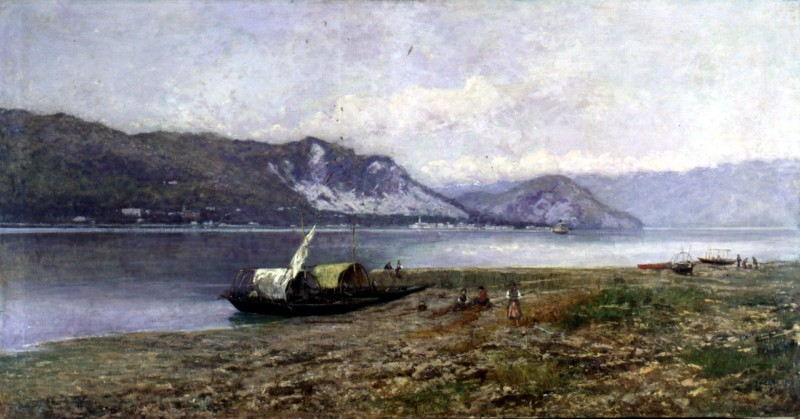
Veduta del Lago Maggiore, 1885 ca. (collections d'art de la Fondazione Cariplo).

Lorenzo Gignous, né en 1862 à Modène et mort en 1958 à Porto Ceresio dans la province de Varèse, est un peintre italien.

## Biographie
Lorenzo Gignous naît en 1862 à Modène.
Neveu du peintre Eugenio Gignous, il étudie à l'Académie de Brera et y reçoit le prix Mylius pour la peinture de paysage historique en 1884. Les artistes sont libres de choisir leur sujet cette année-là, et il présente une vue de Sesto Calende sur le lac Majeur, où Garibaldi et les régiments de chasseurs alpins avaient débarqué en mai 1859. Ce paysage devient un sujet récurrent et même un thème caractéristique de toute son œuvre fortement naturaliste. Il participe aux grandes expositions nationales de l'époque et s'impose rapidement comme peintre paysagiste avec un répertoire de vues du lac Majeur peintes d'après nature lors de séjours à Stresa avec Eugenio Gignous, qui s'y installe avec sa famille en 1887.
Lorenzo Gignous combine ses activités de peintre jusqu'en 1922 avec un emploi pour les chemins de fer italiens, ce qui lui permet d'obtenir d'importantes commandes de travaux publics.
Lorenzo Gignous meurt en 1958 à Porto Ceresio.